# Paul Doumer
Paul Doumer   (Orlhac, 22 de març de 1857 - París, 7 de maig de 1932) fou un polític francès que va exercir com aPresident de la República francesa des del juny de 1931 fins al seu assassinat el maig de 1932. Se'l descriu com "el pare de la Indoxina francesa". Del 1897 al 1902 fou governador de la Indoxina Francesa, on hi va defensar la construcció del ferrocarril, i un pont de ferro de Hanoi portava el seu nom. Més tard fou diputat per Aisne (1888-1891 i 1902-1910) i Yonne (1891-1895), senador per Còrsega (1912-1931), president del Senat (1927-1931) i ministre de finances (1895-1896, 1921-1922 i 1925-1926).
Paul Doumer també es dedicà al món dels negocis; des de 1910 fins al 1927 fou president del consell d'administració de la societat Compagnie Générale d'Électricité.
Fou elegit president francès el 1931 tot derrotant Aristide Briant, però fou assassinat l'any següent per Paul Gorgulov, emigrat rus amb les facultats mentals pertorbades, qui fou condemnat a mort en la guillotina.

## Biografia
Joseph Athanase Doumer va néixer a Aurillac, al Cantal departament, a França el 22 de març de 1857, en una família de recursos modestos. Alumne del Conservatoire National des Arts et Métiers, va esdevenir professor de matemàtiques a Mende el 1877.
Des de 1879 fins a 1883 Doumer va ser professor a Remiremont, abans de marxar per motius de salut. Després esdevingué redactor en cap del Courrier de l'Aisne, un diari regional francès. Iniciat a la Maçoneria el 1879, a la logia "L'Union Fraternelle", va esdevenir Gran Secretari del Gran Orient de França el 1892.
Va debutar en política el 1885 com a xef de gabinet de Charles Floquet, aleshores president de la Camera dels Diputats (un càrrec equivalent al orador de la Cambra dels Comuns). El 1888, Doumer va ser elegit diputat radical pel departament d'Aisne. Derrotat a les eleccions generals de setembre de 1889, fou elegit novament el 1890 pel districte d'Auxerre. Va ser breument ministre de Finances de França (1895–1896) quan va intentar sense èxit introduir un impost sobre la renda.
Doumer va ser governador general de la Indoxina Francesa de 1897 a 1902. A la seva arribada les colònies estaven perdent milions de francs anualment. Decidit a posar-los en una base de pagament, va cobrar impostos sobre l'opi, el vi i el comerç de la sal. Els vietnamites, cambodjans i laosians que no podien o no volien pagar aquests impostos, van perdre les seves cases i terres, i sovint es van convertir en jornalers. Va establir Indoxina com un mercat de productes francesos i una font d'inversió rendible per part dels empresaris francesos. Doumer va començar a equipar-se Indoxina, especialment Hanoi, la capital, amb una infraestructura moderna adequada a la propietat de França. Avingudes arbrades i un gran nombre d'edificis colonials francesos es van construir a Hanoi durant el seu govern. El Pont Long Bien i el Gran Palau a Hanoi van ser alguns dels projectes a gran escala construïts durant el seu mandat; el pont va rebre el seu nom originalment. El palau va ser destruït per atacs aeris cap al final de la Segona Guerra Mundial. El pont va sobreviure i es va convertir en una fita i un objectiu conegut per als pilots nord-americans de la Força Aèria dels Estats Units durant la Guerra del Vietnam.
Amb l'objectiu d'annexionar el sud de Yunnan a la Indoxina francesa, Doumer va pressionar amb èxit el govern francès perquè aprovés la construcció del ferrocarril d'Indoxina-Yunnan el 1898.
Després de tornar a França, Doumer va ser elegit per Laon a la Cambra de Diputats com a Radical. Es va negar a donar suport al ministeri d'Émile Combes, i va formar un grup radical dissident, que va créixer en força i finalment va provocar la caiguda del ministeri. Després va exercir com a president de la Cambra de 1902 a 1905.
Doumer va tornar a ser ministre de Finances de França el 1925 quan Louis Loucheur va dimitir. Després va exercir com a President del Senat francès des de 1927 fins a les eleccions presidencials de 1931. Va ser elegit president de la República Francesa el 13 de maig de 1931, derrotant al més conegut Aristide Briand, i substituint a Gaston Doumergue.